# Іщенко Валентин Герасимович
Валентин Герасимович Іщенко (12 жовтня 1942 р. с. Степанівка Криничанського району Дніпропетровської області – 31 січня 2022 р. м. Павлоград) – журналіст, член Національної спілки журналістів України (1985, Дніпропетровське відділення), письменник, автор художньо-документальних творів про людей праці Західного Донбасу.

## Біографія

### Сім'я
Батько Герасим Васильович (1910—1986) — столяр, слюсар, винахідник;
мати Маргарита Рудольфівна (1915—2002) — вчителька;
дружина Лариса Андріївна (1948) — медпрацівник.
Доньки: Олена (1968) — інженер, бухгалтер;
Наталія (1972) — інженер, держпрацівник;
Тетяна (1980) — інженер, економіст.
Онучки: Маргарита (1995) — менеджер;
Наталі (1991) — архітектор; 
Настя (2007) — учениця середньої школи.

### Навчання
До семирічної школи ходив у село Степанівка (3 км від хати) Криничанського району. Десятирічку закінчував у м. Дніпропетровськ.
Як згадує Валентин Герасимович:
|  | Уроки вчив дорогою в школу і додому. Вдома вчити було ніколи, треба було допомагати по господарству |

Ще у школі Валентин мріяв стати журналістом, був редактором шкільних газет, але батьки ставились до літературних уподобань сина скептично, всі їхні помисли були спрямовані, щоби бачити його спеціалістом машинобудування. Тому після десятирічки батько влаштовує його на завод, де працює сам. Тут Валентин набуває фах токаря-універсала 4-го розряду.
1961—1967 — Дніпропетровський державний університет, факультет «філологія, російська мова та література»;
1974—1977 — Ерастівський сільськогосподарський технікум, агроном-організатор.
1975—1977 — Дніпропетровський університет лекторів та пропагандистів, філософія.
1995—1997 — Київська вища християнська школа.

### Трудова діяльність
- 1960—1964 — завод «Електроприлад» (Дніпропетровськ), токар;
- 1964—1967 — вчитель російської мови та літератури в Богданівській (Павлоградського району Дніпропетровської області) середній школі, а також у школі робітничої молоді;
- 1967—1980 — Томаківська (Дніпропетровської області) районна газета «Радянське життя», літпрацівник, завідувач відділу сільського господарства, відповідальний секретар, заступник редактора;
- 1980—2001 — власний кореспондент Дніпропетровської обласної газети «Днепровская правда»;
- 2001—2006 — Дніпропетровська обласна газета «Дніпро вечірній»;
- 2006—2009 — головний редактор газети «Голос шахтаря» — орган Павлоградського територіального комітету профспілки працівників вугільної промисловості України;
- Тривалий час на контрактній основі співпрацював з газетами: «Позиція» (Дніпропетровська обласна Рада профспілок України); «Шахтар України» (ЦК Всеукраїнської профспілки вугільників); «Рідний край» (Ради депутатів Павлоградського та Юр'ївського районів); журналом «Технополіс».

## Нагороди
- Почесні Грамоти Спілки журналістів СРСР, Донецької обласної організації, Національної спілки журналістів України, Дніпропетровської обласної державної адміністрації;

- Лауреат ВДНГ СРСР і срібна медаль — за висвітлення передового досвіду паспортизації робочих місць, швидкісної проходки, анкерного кріплення на шахтах Західного Донбасу.

## Друковані твори
- 1980—2008 — художньо-документальні книги «Шахтарська висота», «Винним себе не визнав», «Рідна шахта моя», «Західний Донбас, сторінки історії».
- 1980—2008 — окремі нариси про героїв війни та праці ввійшли в збірники «Бригадири», «Парад переможців» та ряд інших.
- 1980—2008 — шанувальники гумору знають його фейлетони, гуморески, памфлети, частівки, оповідання під псевдонімами В. Павлов-Градський, В. Бузов, В. Мінтайкин, В. Герасимов…

У 2014-му, до 200-річчя з дня народження Т. Г. Шевченка, видав книгу «Панковіченко Микола Іванович», твір про позитивно відомого на Дніпропетровщині і в Україні аграрія, колишнього голову передового колгоспу «Рассвет» Павлоградського району Дніпропетровської області. Цим твором започаткував вітчизняну серію «Життя заслужених людей України». Як говорить Валентин Герасимович:
|  | Концептуальні основи книги викладені мною в розділах «Передмова» та «Від автора». Сподіваюсь на підхоплення цієї ініціативи іншими авторами і написання творів про потенційних героїв національної літературної серії «ЖЗЛ України». Єдина вимога при використанні тренду серії – наявність у них (героїв) офіційно присвоєного звання «Заслужений працівник України» в тій чи іншій сфері діяльності згідно з Указом Президента України № 476 від 29 червня 2001 року. Жанр та стиль викладення довільні, мова викладення також – українська, російська... |

Не регламентуються формат та оформлення палітурки, хоча бажане наближення до єдиного зразка, що полегшить візуальне виокремлення книг серії читачами на книжкових розкладках та на стелажах бібліотек.

## Інше
У вересні 1944 року разом з батьками, був інтернований до Німеччини, додому повернулись в квітні 1945-го.

## Захоплення
Садівництво, філателія.

## Наукові інтереси
Українська біографістика, історія церкви в Україні, історія розвитку промисловості в Східному регіоні України.